# Ferrería

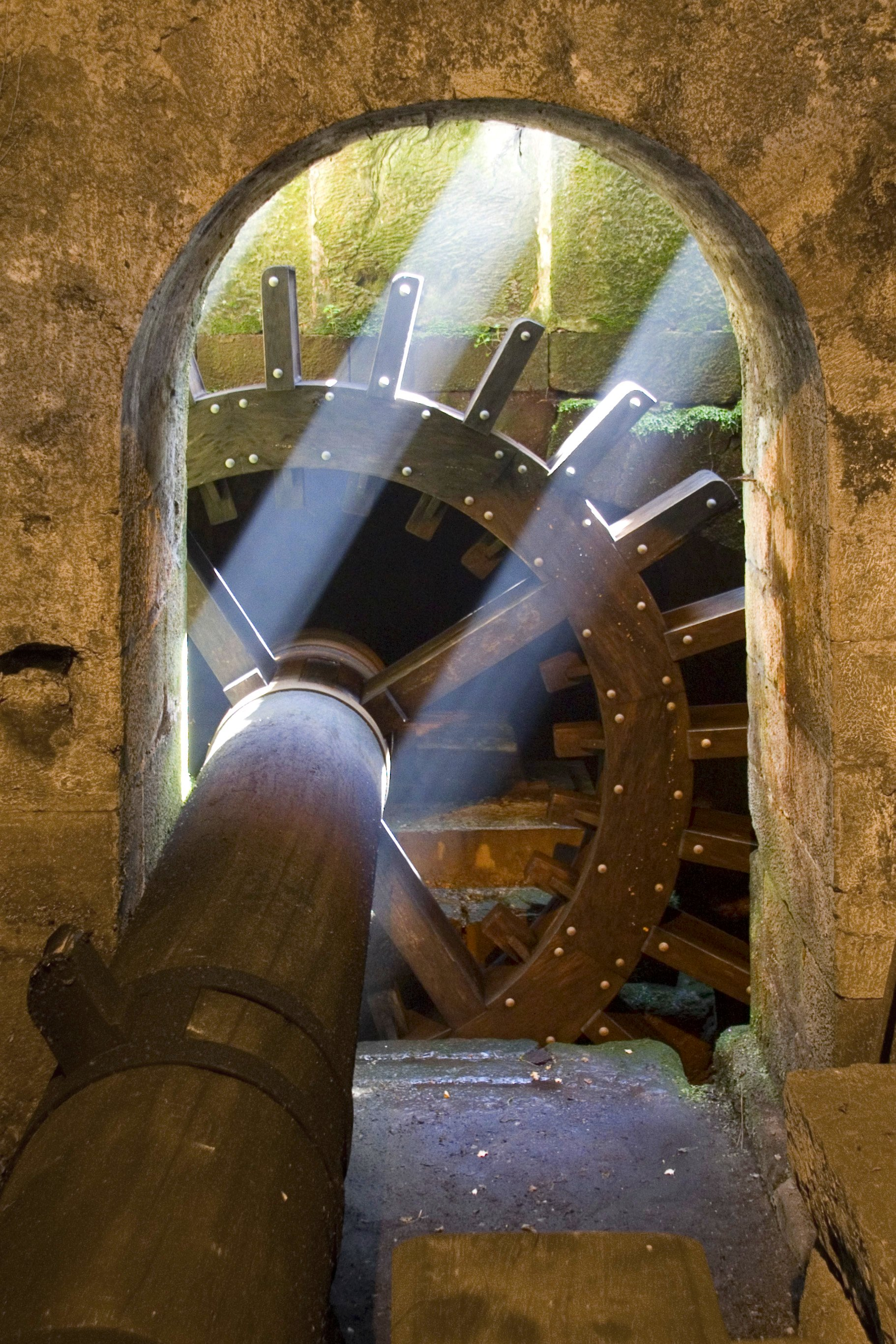
Ingenio hidráulico de una antigua ferrería en Cades, en el municipio de Herrerías (Cantabria, España).

La ferrería era una antigua instalación siderúrgica en la que se transformaba el mineral de hierro en metal. Su existencia se remonta a la prehistoria y dejaron de funcionar con la aparición de los altos hornos en los albores del siglo XX.[cita requerida]

## La tecnología de las ferrerías

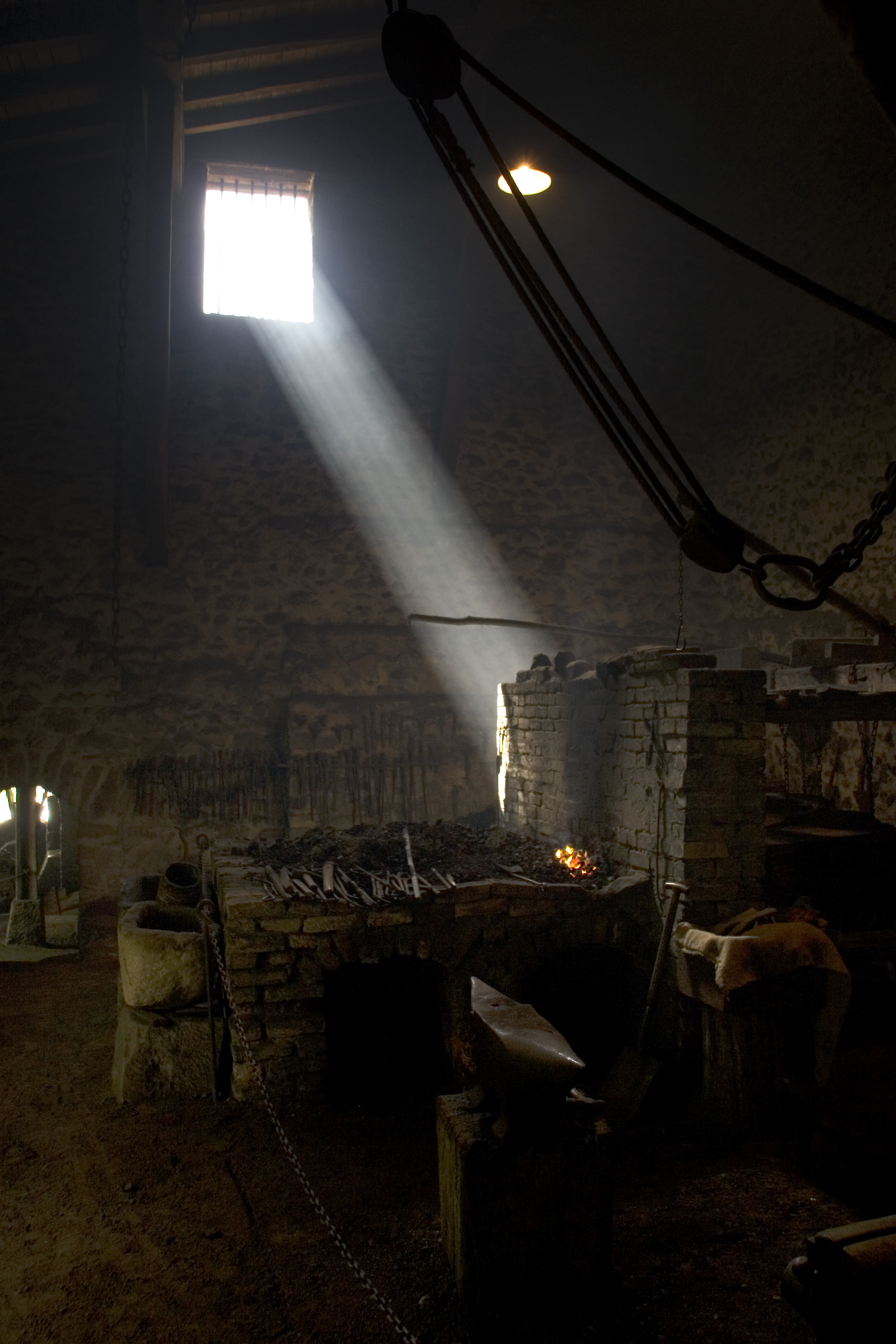
Taller de la Ferrería de El Pobal, Musques, Vizcaya.

En las ferrerías la transformación del mineral de hierro en metal de hierro se realiza en un horno bajo en donde se van alternando capas de mineral, material fundente y un combustible normalmente carbón vegetal. Esta masa es calentada mediante la inyección de aire proveniente de algún artilugio de soplado, normalmente fuelles, pistones o dispositivos de Efecto Venturi. La masa alcanza una temperatura de entre 800 y 1.200 °C y se mantenía allí en esas condiciones durante varios días. Pasado este tiempo se sacaba y mediante golpes se iba despojando de la escoria e integrando el hierro. Esta función se realiza mediante un gran martillo o mazo que suele ser movido hidráulicamente, una vez conseguido el metal de hierro se le daba una forma determinada para, posteriormente, trabajarlo en la herrería o en la forja.
Normalmente las ferrerías se construían al lado de los ríos ya que utilizaban la fuerza del agua para mover sus ingenios. La pieza central es el martillo que golpea contra el yunque que se sitúa al lado del horno, detrás del cual se encuentran los fuelles (u otros ingenios de soplado). Los ferrones, operarios de estas instalaciones, ponen en marcha los ingenios abriendo los chimbos de la antepara (depósito de agua que se llena desde una presa) y dejando caer el agua a las ruedas hidráulicas que al girar van levantando y dejando caer el mazo sobre el yunque y abriendo y cerrando los fuelles de soplado. Según la cantidad de agua que cae sobre la rueda esta gira más o menos rápido modificando la frecuencia de golpeteo del mazo o la cantidad de aire que se inyecta al horno bajo o a la fragua.
La energía para el movimiento de las máquinas se saca del agua en su caída, como se ha visto, y para ello hace falta siempre una infraestructura hidráulica que se compone de la presa, el canal de alimentación, los depósitos o anteparas y el canal de desagüe.
La energía para el calentamiento del mineral se saca quemando carbón, normalmente vegetal, que provenía de lugares cercanos. Por estos dos motivos las ferrerías se solían situar a las orillas de los ríos y cerca de los bosque y de los yacimientos de hierro. El único elemento que no se puede traer de fuera es el agua.

### Ferrerías de monte u hornos de reducción
Antes de la aparición de las ferrerías hidráulicas se desarrolló la tecnología de las ferrerías secas, también denominadas prehidraúlicas o de monte, en las que se usaba un horno construido  mediante la excavación en una ladera de un monte. Este tipo de instalaciones se comenzaron a utilizar, al menos en el País Vasco, en el siglo V antes de Cristo. El horno se hacía en piedra o se forraba con piedra, son de medidas variables y existen varias tipografías aunque todas ellas tienen características en común. La construcción, que suele ser un agujero redondo de un metro de diámetro, hay casos que sobrepasa los cuatro metros como el de Eitzaga  en Galdácano (País Vasco, España), y de una altura entre metro y medio y 5 metros, tiene en su base un canal que permite la extracción de las escorias. 
El mineral de hierro se cocía junto a carbón vegetal y se obtenía hierro. Muchos hornos de reducción se utilizaron posteriormente como caleros.

## Los complementos a los complejos ferrones
Era normal que la ferrería se completara con un taller de herrería que tratara parte del hierro que ella misma producía y lo convirtiera en productos manufacturados. En ocasiones estos productos estaban semiacabados y se mandaban a otras herrerías para finalizarlos de acuerdo a la finalidad a la que iba a ser destinado. La herrería fabricaba una serie de productos finales destinados a multitud de usos, desde armas para la guerra, herramientas para todos los oficios y para la casa, hasta clavos para la construcción. Desde agujas de bordar hasta enormes anclas para los grandes navíos. Esta diversidad de producción obligaba a la especialización de los talleres.
Para aprovechar las instalaciones hidráulicas se solía construir al lado de las ferrerías molinos que se alimentaban con la misma presa que la ferrería. Estos complejos solían pertenecer a los señores del lugar que los solían arrendar. Mientras que los productos de la ferrería y la herrería se pagaban con dinero, los del molino se pagaban con una "maquila", es decir con una porción que se queda el molinero, generalmente el 10%, de la cantidad de harina producida tras la molienda el grano.